# Uriah Hall

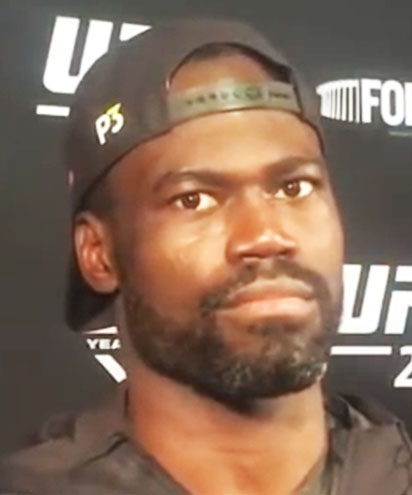
Uriah Hall (2018) – jamaikanischer MMA-Sportler

Uriah Alexander Hall (* 31. Juli 1984) ist ein jamaikanischer MMA-Kämpfer bei der UFC.
2013 nahm Hall mit den beiden Coaches Jon Jones und Chael Sonnen an der 17. Staffel von The Ultimate Fighter teil. Hier trat er gegen Adam Cella an, welchen er mit einem K. o. per Drehkick besiegte. Dieser Knockout wurde von Dana White als einer der brutalsten Knockouts der gesamten bisherigen Geschichte von 'The Ultimate Fighter's bezeichnet. Im Viertelfinale besiegte er Bubba McDaniel, welcher sich Brüche im Schädelbereich zuzog. Dana White bezeichnete Hall deshalb als einen der gefährlichsten Kämpfer der TUF-Geschichte.
Er besiegte unter anderem Chris Leben bei der UFC 168 und Thiago Santos bei der UFC 175.

## MMA-Statistik
| Ergebnis   | Profi-Rekord | Gegner                                | Datum              | Veranstaltung                               | Methode                                   | Runde | Zeit |
| ---------- | ------------ | ------------------------------------- | ------------------ | ------------------------------------------- | ----------------------------------------- | ----- | ---- |
| Sieg       | 1-0          | Mike Iannone                          | 29. Oktober 2005   | ROC 9 – Ring of Combat 9                    | TKO (Schläge)                             | 1     | 0:44 |
| Sieg       | 2-0          | „El Tigre“ Edwin Aguilar              | 12. Juni 2009      | Bellator 11                                 | TKO (Tritt gegen Kopf & Schläge)          | 3     | 4:31 |
| Sieg       | 3-0          | Mitch Whitesel                        | 20. November 2009  | ROC 27 – Ring of Combat 27                  | TKO (Schläge)                             | 3     | 2:34 |
| Sieg       | 4-0          | „The Leprechaun“ Roger Carroll        | 11. Juni 2010      | ROC 30 – Ring of Combat 30                  | Aufgabe (Arm-Triangle Choke)              | 1     | 2:41 |
| Niederlage | 4-1          | Chris „All-American“ Weidman          | 24. September 2010 | ROC 31 – Ring of Combat 31                  | TKO (Schläge)                             | 1     | 3:06 |
| Niederlage | 4-2          | Costad Philippou                      | 4. Februar 2011    | ROC 34 – Ring of Combat 34                  | Punktentscheidung (Mehrheitsentscheidung) | 3     | 4:00 |
| Sieg       | 5-2          | The Burmese Python” Aung La N Sang    | 8. April 2011      | ROC 35 – Ring of Combat 35                  | KO (Schläge)                              | 3     | 1:47 |
| Sieg       | 6-2          | Daniel Akinyemi                       | 10. Februar 2012   | ROC 39 – Ring of Combat 39                  | Aufgabe (Heel Hook)                       | 1     | 3:58 |
| Sieg       | 7-2          | Nodar Kudukhashvili                   | 15. Juni 2012      | ROC 41 – Ring of Combat 41                  | Punktentscheidung (einstimmig)            | 3     | 5:00 |
| Niederlage | 7-3          | Kelvin Gastelum                       | 13. April 2013     | UFC – The Ultimate Fighter 17 Finale        | Punktentscheidung (geteilt)               | 3     | 5:00 |
| Niederlage | 7-4          | John „Doomsday“ Howard                | 17. August 2013    | UFC Fight Night 26 – Shogun vs. Sonnen      | Punktentscheidung (geteilt)               | 3     | 5:00 |
| Sieg       | 8-4          | „The Crippler“ Chris Leben            | 28. Dezember 2013  | UFC 168 – Weidman vs. Silva 2               | TKO (Aufgabe)                             | 1     | 5:00 |
| Sieg       | 9-4          | Thiago „Marreta“ Santos               | 5. Juli 2014       | UFC 175 – Weidman vs. Machida               | Punktentscheidung (einstimmig)            | 3     | 5:00 |
| Sieg       | 10-4         | „The Choir Boy“ Ron Stallings         | 18. Januar 2015    | UFC Fight Night 59 – McGregor vs. Siver     | TKO (Arztstopp)                           | 1     | 3:37 |
| Niederlage | 10-5         | Rafael „Sapo“ Natal                   | 23. Mai 2015       | UFC 187 – Johnson vs. Cormier               | Punktentscheidung (geteilt)               | 3     | 5:00 |
| Sieg       | 11-5         | „The Holy War Angel“ Oluwale Bamgbose | 8. August 2015     | UFC Fight Night 73 – Teixeira vs. St. Preux | TKO (Schläge)                             | 1     | 2:32 |
| Sieg       | 12-5         | „The Dreamcatcher“ Gegard Mousasi     | 26. September 2015 | UFC Fight Night 75 – Barnett vs. Nelson     | TKO (Flying Knee & Schläge)               | 2     | 0:25 |
| Niederlage | 12-6         | „The Reaper“ Robert Whitaker          | 14. November 2015  | UFC 193 – Rousey vs. Holm                   | Punktentscheidung (einstimmig)            | 3     | 5:00 |
| Niederlage | 12-7         | Derek Brunson                         | 17. September 2016 | UFC Fight Night 94 – Poirier vs. Johnson    | TKO (Schläge)                             | 1     | 1:41 |
| Niederlage | 12-8         | „The Dreamcatcher“ Gegard Mousasi     | 19. November 2016  | UFC Fight Night 99 – Mousasi vs. Hall 2     | TKO (Schläge)                             | 1     | 4:31 |
| Sieg       | 13-8         | Krzystztof Jotko                      | 16. September 2017 | UFC Fight Night 116 – Rockhold vs. Branch   | TKO (Schläge)                             | 2     | 2:25 |
| Niederlage | 13-9         | „The Eraser“ Paulo Henrique Costa     | 7. Juli 2018       | UFC 226 – Miocic vs. Cormier                | TKO (Schläge)                             | 2     | 2:38 |